# Presidente de la Suprema Corte de Justicia de la Nación
La Presidenta de la Suprema Corte de Justicia de la Nación, cuyo tratamiento es ministra presidenta, es una de los nueve ministros que integran al máximo tribunal constitucional de México. Es la encargada de presidir la Suprema Corte y, por tanto, tal como señala la Ley Orgánica del Poder Judicial de la Federación, es su representante y administradora. Asimismo, desde su creación en 1994, es ex officio el presidente del Consejo de la Judicatura Federal.
Cada cuatro años, los miembros de la Suprema Corte de Justicia deben elegir de entre ellos al presidente, el cual no podrá ser reelegido para el período inmediato posterior. La elección tiene lugar en la primera sesión del año que corresponda. E
Desde 1857 hasta 1882, producto de una reforma constitucional, el presidente de la Suprema Corte de Justicia de la Nación también ostentaba la facultad de suceder automáticamente al presidente de la república en caso de la falta absoluta de este.

## Requisitos para ocupar el cargo
Los mismos que cualquier ministro de la Suprema Corte de Justicia de la Nación.

## Atribuciones
Según el artículo 20 de la Ley Orgánica del Poder Judicial de la Federación, son atribuciones del presidente de la Suprema Corte de Justicia:
- Representar al Poder Judicial de la Federación, en el ámbito de su competencia;
- Tramitar los asuntos competencia del Pleno de la Suprema Corte de Justicia de la Nación y turnar los expedientes entre sus integrantes para que formulen los correspondientes proyectos de resolución. En caso de que la o el presidente estime dudoso o trascendente algún trámite, designará a una ministra o ministro ponente para que someta un proyecto de resolución a la consideración del Pleno de la Suprema Corte de Justicia de la Nación, a fin de que este último determine el trámite que deba corresponder;
- Autorizar las listas de los asuntos; dirigir los debates y conservar el orden de las sesiones del Pleno de la Suprema Corte de Justicia de la Nación;
- Firmar las resoluciones del Pleno de la Suprema Corte de Justicia de la Nación, con la o el ponente y con la secretaria o el secretario general de acuerdos que dará fe. Cuando se apruebe una resolución distinta a la del proyecto o cuando aquélla conlleve modificaciones sustanciales a éste, el texto engrosado se distribuirá entre las y los Ministros, y si éstos no formulan objeciones en el plazo de cinco días hábiles, se firmará la resolución por las personas señaladas en esta fracción;
- Despachar la correspondencia de la Suprema Corte de Justicia de la Nación;
- Legalizar, por sí o por conducto del secretario o secretaria general de acuerdos, la firma de las y los servidores públicos de la Suprema Corte de Justicia de la Nación en los casos en que la ley exija este requisito;
- Informar al Senado de la República en caso de que la falta de un ministro o ministra exceda un mes sin licencia o dicha falta se deba a su defunción, renuncia o cualquier causa de separación definitiva;
- Rendir ante las y los ministros de la Suprema Corte de Justicia de la Nación, al finalizar el segundo período de sesiones de cada año, el informe de labores de la Suprema Corte de Justicia de la Nación;
- Proponer oportunamente los nombramientos de aquellas y aquellos servidores públicos que deba hacer el Pleno de la Suprema Corte de Justicia de la Nación;
- Someter a la consideración del Pleno el anteproyecto de presupuesto de la Suprema Corte de Justicia de la Nación, a efecto de que, una vez aprobado, lo proponga al Presidente o Presidenta del Órgano de Administración Judicial para su inclusión en el proyecto de presupuesto del Poder Judicial de la Federación;
- Designar a las y los Ministros para los casos previstos en los artículos 8 y 212 de esta Ley;
- Nombrar a las y los Ministros que deban proveer los trámites en asuntos administrativos de carácter urgente durante los períodos de receso de la Suprema Corte de Justicia de la Nación;
- Establecer las disposiciones generales necesarias para el ingreso, estímulos, capacitación, ascensos y promociones por escalafón y remoción del personal administrativo de la Suprema Corte de Justicia de la Nación;
- Realizar todos los actos tendientes a dar trámite al procedimiento de declaratoria general de inconstitucionalidad a que se refiere la Ley de Amparo, Reglamentaria de los artículos 103 y 107 de la Constitución Política de los Estados Unidos Mexicanos;
- Atender las solicitudes de resolución prioritaria a que se refiere el artículo 94 de la Constitución Política de los Estados Unidos Mexicanos, para lo cual deberá someterla a consideración del Pleno para que resuelva de forma definitiva por mayoría simple, y
- Las demás que le confieran las leyes, reglamentos interiores y acuerdos generales.

## Sucesión
Tratándose de las ausencias del presidente que no requieran licencia, el mismo será suplido por los ministros en el orden de su designación; si la ausencia fuere menor a seis meses y requiere licencia, los ministros nombrarán a un presidente interino para que lo sustituya; si fuere mayor a ese término, nombrarán a un nuevo presidente para que ocupe el cargo hasta el fin del período, pudiendo designarse en este último caso a aquellos que hubieren fungido como presidentes interinos.